# Nowy Zagórz (stacja kolejowa)
Nowy Zagórz – stacja kolejowa w miejscowości Zagórz, w województwie podkarpackim.

## Historia
Stacja kolejowa w Nowym Zagórzu została otwarta w 1872. 16 października 1905 na stacji doszło do zderzenia pociągów, w wyniku którego kilkanaście osób zostało rannych, a sprawa miała swój epilog przed sądem w Sanoku. Pierwotny budynek stacji został zniszczony podczas okupacji rosyjskiej w 1915 podczas I wojny światowej. Po odzyskaniu przez Polskę niepodległości w latach 20. II Rzeczypospolitej budynek został odbudowany w rozleglejszej formie; zostało dobudowane drugie piętro, a gmach zyskał obszerny zamkowy wygląd. Przed 1939 w budynku dworcowym działała restauracja i Urząd Pocztowy.
Stacja jest stacją postojową dla pociągów rozpoczynających i kończących bieg na stacjach Zagórz i Sanok.

## Ruch pasażerski
| Rok  | Wymiana pasażerska na dobę |
| ---- | -------------------------- |
| 2017 | 0-9                        |
| 2022 | 0-9                        |